# 马里尼亚诺战役
马里尼亚诺战役（Bataille de Marignan）是法蘭索瓦一世的军队，于1515年同北部的梅萊尼亞諾发生的一次作战，結果法國-威尼斯聯軍大勝米蘭與瑞士。
作战中，法军以野战炮彻底摧毁了瑞士长矛兵。瑞士军队采用陈旧的长矛兵方阵战法：方阵的前6列长矛兵前倾，使矛尖在第一列阵前突出5-6米，以便后五列能相应地保持较小的间隔；第七列后长矛被置于前面军人的肩上。这种阵法虽然曾在古代发挥过作用，但是在火器问世后，其使用的不便则暴露无遗。法军的野战炮兵便利用其弱点，先用野战炮猛轰其一侧，而后又迅速移至另一侧猛轰，瑞士长矛兵方阵即刻瓦解。
法國與威尼斯聯軍獲勝之後，瑞士宣布永远中立，法軍囚禁米蘭公爵馬克西米利安·斯福爾扎並占領米蘭。馬克西米利安·斯福爾扎為了獲得自由，在1516年以三萬達克特金幣的代價，把義大利北部的米蘭公國賣給了法王法蘭索瓦一世。法蘭索瓦一世因為此戰的身先士卒、勇猛無畏，獲得「騎士王」的美稱。當時他直接讓法國將軍──「完美騎士貝亞爾」將國王打扮成騎士，並讓貝亞爾站著對跪下的國王授予騎士稱號。
法国聖但尼聖殿保存的法蘭索瓦一世的石棺上，雕刻了马里尼亚诺之战的场景。